# Жорж Батай
Жорж Бата́й (фр. Georges Bataille, 10 вересня 1897, Бійом , Овернь — 9 липня 1962, Париж) — французький філософ, теоретик мистецтва і письменник.

## Біографія

### Ранні роки та освіта
Батай народився 10 вересня 1897 року в невеликому провінційному містечку Бійом на півдні Франції. Батько Батая був простим службовцем, після народження сина він осліп внаслідок хвороби на сифіліс. Батай рано потрапив в інтернат при ліцеї Клемансо в Реймсі, де залишався до 1913 року. У серпні 1914 року Батай прийняв католицизм. Цього ж місяця родина мала тікати з Реймса через німецькі бомбардування. Мати Батая вирішила покинути паралізованого батька в Реймсі на покоївку, більше свого батька Жорж Батай не бачив. Це була серйозна травма на все життя, яку сам Батай називав «Покиненням» (фр. abandon). Батай готувався до духовної кар'єри в семінарії Сен-Флур. Але згодом розчарувався у вірі.
У 1918 Батай вступив до Національної Школи хартій в Парижі, де й здобув вищу освіту, саме до того часу відносяться перші літературні проби Батая. У цей же період Батай познайомився з Анрі Бергсоном, але видатний філософ Батая розчарував. Навчаючись в «Національній школі Хартій» Батай відкрив для себе Марселя Пруста, надзвичайно зацікавився Середньовіччям. Після навчання він їздив до Іспанії, де його захопила корида і танець фламенко. Після Іспанії Батай ґрунтовно познайомився з філософськими доробками Ніцше й Гайдеґґера.
У 1924 році після коментованого видання віршованої легенди XIII століття «Орден лицарства», зарахованого як докторська дисертація, Батай поступив на службу в Національну бібліотеку Франції, де працював консерватором фондів у Кабінеті медалей, з 1930 року він перейшов на роботу у відділі періодики. У той час Батай співпрацював з нумізматичним журналом «Аретюз».
У 1926—1927 роках Батай пройшов психоаналітичний курс лікування в професора Бореля. У цей час він вже серйозно взявся за письменницьку працю, щоправда свої твори зазвичай публікував під псевдонімом. Головними темами його творів були містицизм, насильство й еротизм. 1928 року він опублікував під псевдонімом Лорд Ош «Історію ока», а в 1931 році — «Солярний анус», накладом 100 примірників та з ілюстраціями Андре Массона. Цього ж таки 1928 року Батай заснував журнал «Документи», що був присвячений етнології.
Читання Маніфесту сюрреалізму й знайомство з Мішелем Лерісом та Ремоном Кено на короткий час зблизило його з сюрреалістами. Та стосунки Батая і Андре Бретона завжди були напруженими. Бретон закидав Батаєві надмірне захоплення огидним.

### Демократичний комуністичний гурток
Батай входив до Демократичного комуністичного гуртка (Cercle communiste démocratique, CCD), заснованого Борисом Суваріним у 1930 році. У 1931 році Батай познайомився з Суваріним і почав брати активну участь у діяльності гуртка, а також публікуватися в його журналі «La Critique sociale». У цьому журналі він розмістив ряд ключових текстів, включаючи «Психологічну структуру фашизму» та «Поняття витрати», в яких розвивав ідеї, що виходять за рамки традиційного марксизму, зокрема психоаналіз, релігійну символіку та соціальну роль сексуальності. Погляди Батая викликали суперечки всередині гуртка. Сімона Вейль, також пов'язана з ДКГ, критикувала його підхід до революції як ірраціональний і протиставляла йому свій раціоналізм. Згодом Батай дистанціювався від ДКГ і в 1935 році разом з Андре Бретоном заснував групу «Contre-Attaque» — радикальне антифашистське й антиавторитарне об'єднання інтелектуалів. Цей проєкт став продовженням його політичного та філософського пошуку, розпочатого в ДКГ.

### Наукова діяльність
З 1931 Батай брав участь у семінарі з історії релігії Александра Койре у Школі вищих досліджень. У 1930-х роках Батай — активний учасник семінарів Олександра Кожева, де активно співпрацював з такими помітними особистостями, як Раймон Арон , Андре Бретон , Моріс Мерло-Понті та іншими. У 1934 році Батай став разом з Роже Каюа і Мішелем Лерісом засновником Соціологічного коледжу, одним із завдань якого була розробка соціології «сакрального» та дослідження ірраціональних фактів соціального життя.
У 1935 брав участь у роботі психоаналітичної дослідницької групи, організованої Жаком Лаканом. Батай став одним з ініціаторів руху «Контр-атака», що розпався в 1936 році. Цей рух об'єднував лівих інтелектуалів різних творчих орієнтацій. Батай обурювався використанням імені Ніцше ідеологами тоталітаризму, в жовтні 1935 року він відкрито засудив нацизм й зблизився з сюрреалістами, підтримуючи їхню антинаціоналістичну й антикапіталістичну позицію. Проте в 1936 році Бретон закидав Батаєві та П'єру Клоссовскі «сюр-фашизм» за аналогією до сюрреалізму.
У 1937 Батай, зачарований «красою людської жертовності», заснував таємне товариство " Ацефал " (" Acéphale "), яке діяло до 1939 року Через рік почав виходити заснований Батаєм журнал з тією ж назвою. Символом суспільства стала людина з відтя́тою голово́ю — «ацефал». Батай в той час співпрацював з Андре Массоном , П'єром Клоссовським , Роже Каюа , Жулем Моннеро, Джином Ролленом і Джином Воллом.

### Публікації найважливіших текстів і подальша діяльність
Під час війни Батай опублікував свої найважливіші тексти, які до цього виходили лише напівлегально («Мадам Едварда», «Винний», «Смерть», «Внутрішній досвід», «Лабіринт», роман «Небесна блакить»). У 1946 році Батай заснував часопис «Критика», який, за його задумом, мав стати ідеальним журналом, завдяки досвіду Батая у відділі періодики Національної бібліотеки.
У 1951—1961 роках Батай був директором муніципальної бібліотеки в Орлеані. У 1954 році під заголовком «Сума атеології» Батай опублікувавсвої тексти «Внутрішній досвід», «Винний» та «Про Ніцше». У цей час написана поема «Могила Людовіка ХХХ», книги «Мане», «Доісторичний живопис. Ласко, або Народження мистецтва», статті «Парадокс еротизму», «Гегель, смерть і жертвопринесення». У 1951 — 1952 роках Батай працював над «Історією еротизму», коментарями до романа де Сада «Жустина». У 1956 році Батай опублікував розлогу рецензію на книгу Клода Леві-Строса «Сумні тропіки».
У 1957 році Батай прочитав лекцію «Еротизм і зачарування смерті», видав збірник есеїв «Література і зло» («Зло — жива форма Зла, вираженням котрої виступає література»). Створив ще один журнал «Генеза: Сексуальність в біології, психології, психоаналізі, етнології, історії звичаїв, релігій, ідей, в мистецтві, поезії, літературі». Цього ж року написав статтю «Світ, у якому ми помираємо», присвячений роману М. Бланшо «Остання людина».
У 1958 — 1959 роках видає збірник документів про процес над Жілем де Ре, маршалом Франції, сподвижником Жанни д'Арк, що прославився своєю нелюдською жорстокістю. У 1960 — 1961 роках працює над книгою «Сльози Еросу», у котрій показує трагізм еротичних уявлень людини. Видає «Винного» як другий том «Суми атеології».

### Останні роки та спадок
Остання прижиттєва книжка Батая — «Неможливе» (1962), куди ввійшов його текст з 1947 року «Ненависть поезії». Батай на початку шістдесятих намагався знову поступити на роботу до Національної бібліотеки, але це йому вже не вдалося. Він помер 9 липня 1962 року в Парижі.
У 1966 році посмертно був надрукований текст Батая «Моя мати», у якому описується спроба інцесту, що призводить до повного самознищення. У 1970 році у видавництві Ґаллімар вишло повне зібрання творів Жоржа Батая в 10 томах з передмовою Мішеля Фуко, в якій той називає Батая одним з найбільших письменників XX століття.

## Особисте життя
У перший шлюб Батай вступив з акторкою Сільвією Маклес; вони розлучилися в 1934 році, й Маклес згодом вийшла заміж за постмодерніста-психоаналітика Жака Лакана. Батай також мав зв'язок з Колетт Пеньо, яка померла в 1938 році. Паралельно він вчащав до будинків розпусти й мав дуже багато коханок. У 1946 році Батай одружився з принцесою Діаною Кочубей де Богарне, у шлюбі з якою в 1949 році у нього народилася дочка Жулі.

## Вибрані твори

Автограф Батая

- Les Monnaies des grands Mogols, Paris, J. Florange éditeur, s. d. (1927).
- Histoire de l'œil, 1928 (під псевдонімом Lord Auch).
- L'Anus solaire[11], 1931.
- Sacrifices, (année inconnue, entre 1922 et 1940)
- Madame Edwarda, 1937 (sous le pseudonyme de Pierre Angélique).
- L'Expérience intérieure, 1943.
- Le Petit (sous le pseudonyme de Louis Trente), 1943.
- Le Coupable, 1943.
- La Part maudite, 1949.
- L'Abbé C., 1950.
- La Peinture préhistorique. Lascaux, ou la Naissance de l'art, 1955[12].
- Le Bleu du ciel, 1957 (écrit en 1935).
- L'Érotisme, 1957.
- La Littérature et le Mal, 1957.
- Les Larmes d'Éros, 1961[13].
- L'Impossible, 1962 (перше видання 1947 під заголовком La haine de la poésie)
- Ma mère, 1966 (опубл. посмертно).
- Le Mort, Jean-Jacques Pauvert Éditeur, 1967
- Théorie de la religion, Texte établi et présenté par Thadée Klossowski, Tel Gallimard, 1973.
- Œuvres complètes. Paris, Gallimard, XII volumes, 1970—1988.
- Romans et récits. Préface de Denis Hollier. Édition publiée sous la direction de Jean-François Louette. Gallimard, «Bibliothèque de la Pléiade», 2004.
- L'Archangélique et autres poèmes. Gallimard, NRF/Poésies, 2008.
- Le Souverain, Fata Morgana, 2010

### Біографії
- Pascal Louvrier, Georges Bataille, la fascination du mal, éditions du Rocher, Paris, juin 2008
- Bernd Mattheus, Georges Bataille. Eine Thanatographie (3 vol.), Matthes & Seitz Verlag, Munich, 1984—1995
- Michel Surya, Georges Bataille, la mort à l'œuvre, Séguier/Gallimard, Paris, 1987/1992

### Загальна література
- Jean-Michel Besnier, La Politique de l'Impossible, l'intellectuel entre révolte et engagement, La Découverte, Paris, 1989
- Élisabeth Bosch, L'Abbé C., de Georges Bataille: Les Structures masquées du double, Amsterdam, 1983
- Martin Cloutier et François Nault (dir.), Georges Bataille, interdisciplinaire: autour de La Somme athéologique, Montréal, Éditions Triptyque, 2009
- Georges Didi-Huberman, La ressemblance informe ou le gai savoir visuel selon Georges Bataille, Macula, Paris, 1995
- Jacques Derrida, " De l'économie restreinte à l'économie générale «, in L'écriture et la différence, Seuil, 1967
- Marcus Dick, Die Dialektik der Souveränität. Philosophische Untersuchungen zu Georges Bataille, Georg Olms Verlag, Hildesheim/Zürich/New York, 2010
- Michel Fardoulis-Lagrange, G.B. ou un ami présomptueux, Le Soleil Noir, Paris, 1969
- Koichiro Hamano, Georges Bataille: La perte, le don et l'écriture», Éditions Universitaire de Dijon, Dijon, 2004
- Jean-Michel Heimonet, Le Mal à l'oeuvre: Georges Bataille et l'écriture du sacrifice, Parenthèses, Marseille, 1987
- Denis Hollier, La Prise de la concorde (suivi de Les dimanches de la vie), Gallimard, Paris, 1974/1993
- Denis Hollier, Le Collège de Sociologie, 1937—1939, Gallimard, 1979 et Folio essais, 1995
- Jacques Lempert, Georges Bataille étude dans le chapitre Érotisme, La Grande Encyclopédie, Éditions Larousse, Paris, 1973.
- Francis Marmande, Georges Bataille politique, Presses Universitaires de Lyon, 1984
- Stephan Moebius, Die Zauberlehrlinge. Soziologiegeschichte der Collège de Sociologie, Konstanz 2006
- Mario Perniola, L'instant éternel. Bataille et la pensée de la marginalité, Paris, Méridien/Anthropos, 1981
- Robert Sasso, Georges Bataille: le système du non-savoir, une ontologie du jeu, Minuit, Paris, 1978
- Arnaud Alain, Gisèle Excoffon-Lafarge, Bataille, Paris, Éditions du Seuil, Écrivains de toujours, 1978
- Vincent Teixeira, Georges Bataille, la part de l'art — la peinture du non-savoir, L'Harmattan, Paris, 1997
- Frédérick Tristan, Don Juan le révolté, Écriture, Paris, 2009
- François Warin, Nietzsche et Bataille. La parodie à l'infini, Presses Universitaires de France, Paris, 1994
- Andreas Papanikolaou , Georges Bataille : Érotisme, imaginaire politique et hétérologie, Éditions Praelego, 2009
- Philippe Joron, La vie improductive. Georges Bataille et l'hétérologie sociologique, Montpellier, Presses universitaires de la Méditerranée, coll. Sociologie des imaginaires, 2009
- Christian Limousin, Georges Bataille (essai), Éditions Universitaires, 1974
- Juliette Feyel, Revue Silene, De l'hétérogène au sacré, 2008. Онлайн [Архівовано 30 квітня 2011 у Wayback Machine.]

## Українські переклади
- Жорж Батай. Історія еротизму. З фр. переклав Іван Рябчій. – Київ: Видавництво Анетти Антоненко, 2021. — 176 с. ISBN 9786177654550
- Жорж Батай. Історія еротизму (уривок) / пер. Григорій Чопик [Архівовано 30 грудня 2013 у Wayback Machine.]
- Жорж Батай. Історія ока. З фр. переклав Іван Рябчій. – Київ: Видавництво Анетти Антоненко, 2023. — 72 с. ISBN 9786175530160